# Kent City
Kent City è un villaggio degli Stati Uniti d'America, situato nello Stato del Michigan, nella contea di Kent.